# McCordsville
McCordsville – miasto w Stanach Zjednoczonych, w stanie Indiana, w hrabstwie Hancock.

## Demografia
W roku 2010 miasto zamieszkiwało 4797 osób, a gęstość zaludnienia wynosiła 257,2 osoby/km². W 2023 roku liczba mieszkańców wzrosła do 11 273 osób, a gęstość zaludnienia przekroczyła 604 osoby/km². Na przestrzeni zaledwie 13 lat zaludnienie McCordsville zwiększyło się prawie 2,4-krotnie.